# 不可能的任務：鬼影行動
《不可能的任務：鬼影行動》（英語：Mission: Impossible – Ghost Protocol）是一部於2011年上映的美國動作間諜片，2006年電影《不可能的任務3》的續集，《不可能的任務》系列電影的第四部作品。電影由著名動畫導演布拉德·伯德執導，為其执导的首部“真人”電影。本片依然由湯姆·克魯斯擔綱主演，其他參與演出的還有傑瑞米·雷纳、賽門·佩吉和保娜·柏頓等人，於2011年12月16日在北美上映，同时推出IMAX版。
電影上映後廣受好評，全球獲得6.94億美元的票房，為2011年票房第五高電影。這部電影的成功使派拉蒙影業繼續發行續集《不可能的任務：失控國度》，在2015年上映。

## 劇情
不可能任務情報局特務崔佛·漢納威在布達佩斯從敵方手中搶走俄羅斯核密碼文件後，卻遭職業殺手莎賓·莫露襲擊陣亡，剛到手的文件也被她搶走。幾天後，漢納威的領隊特務珍·卡特與晉升為特工的班吉·鄧恩，潛入莫斯科蘭卡監獄將於內部服刑的伊森·韓特解救出來，隨後全體滲透進克里姆林宮奉命取得代號「鈷藍」（Cobalt）的神秘恐怖分子資料。伊森與班吉潛入克里姆林宫的機密檔案庫，但鈷藍卻捷足先登銷毀檔案，甚至偷走核手提箱後入侵通訊頻率暴露伊森等人的行蹤。伊森被迫取消行動、與同伴分頭撤離，而克里姆林宫隨即發生爆炸，連伊森也受爆炸波及而送往醫院。
俄國政府指派對外情報局特務安納托利·西多羅夫接辦此案，其確信伊森是爆炸案首腦。伊森僥倖逃出醫院，被造訪俄國的IMF部長與其分析師威廉·布蘭特接上車會合，得知這次襲擊將美俄關係逼向危機，IMF承擔罪責並受命實施「鬼影行動」（Ghost Protocol）：否認整個組織存在直到危機結束。伊森靠布蘭特的情報識出鈷藍的真實身份為俄國核戰略師柯特·漢卓克斯，其爲了掩蓋行蹤並拖延核密碼修改時間而安排爆炸。部長看在兩人交情之下決定支持伊森，將任務情報的隨身碟交給他，但西多羅夫的警隊尾隨前來發動攻擊，使部長直接頭部中槍斃命。伊森與布蘭特隨著車落河而藉機逃脫，跑到火車廂藏身處會合班吉和珍。眾人讀取資料得知漢卓克斯企圖挑起美俄兩國之間的核戰爭，由於鬼影行動限制而只能孤軍奮戰，一行人前往杜拜哈里發塔攔截漢卓克斯與莫露交易核密碼文件。
眾人到達哈里發塔後開始對換兩方見面的房間，由於酒店被軍用等級的防火牆保護，伊森被迫冒險攀爬外牆至130層的控制室連接系統。然而，漢卓克斯指派其心腹莫瑞斯·威斯壯前來交易，隨行的包括負責鑒定密碼的密碼學家里奧尼·萊森克，導致他們只能將真密碼獻上。安排就緒後，伊森與布蘭特偽裝成威斯壯與里奧尼去見莫露，而珍則偽裝成莫露接見威斯壯。布蘭特用特殊隱形眼鏡將原始文件複印到珍手上的皮箱內，威斯壯核對完後取走文件，離開前殺死里奧尼滅口。然而布蘭特不慎暴露而讓莫露轉身逃跑，珍迅速將莫露抓回房間看管，但為了阻止她逃跑加上控制不住怒火，在搏鬥時失手將莫露踢出窗外墜亡。這時，西多羅夫靠追查與伊森共同越獄的線人追到杜拜，伊森擺脫他後在沙塵暴中全力追趕威斯壯，但最後不但沒追上他，還發現他其實是漢卓克斯本人帶易容面具偽裝。
由於唯一能撥亂反正的任務失敗，眾人開始起內鬨，而伊森發現作為分析師的布蘭特有著過於常人的身手。布蘭特便供述他曾經在克羅埃西亞受令保護伊森和其妻子茱莉亞，但因他的一時失誤而造成茱莉亞喪生，也間接導致伊森以報復心態殺死仇人後進入莫斯科監獄服刑；對此自責的他才決定退出一線。伊森靠從莫斯科監獄一起救出的線人巴格丹提供的資訊得知，漢卓克斯將會透過一顆淘汰的蘇聯通訊衛星來指揮發射核彈，而衛星剛好被印度電信企業家布里傑·納特擁有。眾人立即前往孟買進入納特的酒店，珍用美色去勾引納特逼其說出控制密碼，而班吉與布蘭特在通風管道中的系統控制室，試圖輸入密碼阻止核彈發射。但他們最終還是慢一步，漢卓克斯來到納特名下的電視台，透過其衛星向一艘俄軍核潛艇下達指令，向美國本土發射一枚核彈。
伊森決定趁核彈擊中目標前奪下漢卓克斯的核手提箱遠程解除，剛準備離開的漢卓克斯獨自拎箱子逃跑躲避伊森，而珍、布蘭特與班吉跑進電視台迎戰威斯壯，最後由班吉將威斯壯槍殺。伊森追趕漢卓克斯到一座自動停車場，經過一番激烈的鬥爭後，窮途末路的漢卓克斯抱著箱子跳樓自盡，以確保核彈能擊中目標。伊森發現沒有時間跑下樓後，開動一輛汽車往下俯衝，而班吉短時間內修好中繼站，伊森忍著傷痛趕在核彈擊中舊金山的一刻成功解除彈頭。一路追到孟買的西多羅夫趕到停車場後，以眼前的情況得知自己錯怪人，並幫伊森叫救護車作為補償。
八星期後，彈頭被安全回收，IMF重新被承認。伊森與老搭檔路德·史提寇在西雅圖見面，並分別為珍、班吉和布蘭特分派新任務。當班吉與珍分別去執行各自的任務後，布蘭特向伊森坦白自己沒能保護茱莉亞的過失，然而伊森揭露茱莉亞其實是在自己與部長的安排下“假死”，伊森不但藉此潛入蘭卡監獄接近線人巴格丹，還藉此保護茱莉亞免受傷害。瞭解真相的布蘭特得到釋懷，感謝伊森後接受其任務。而伊森在遠處望見用新身份生活的茱莉亞陪她的朋友逛街，而茱莉亞也望見伊森而彼此相視一笑。離開的路上，伊森開始收聽IMF簡報，動身前去調查篡改IMF無人機的一個名為「辛迪加」的神秘組織。

## 演員
| 演員                                 | 角色                                       | 備註 |
| 湯姆·克魯斯 Tom Cruise               | 伊森·韓特 Ethan Hunt                       | IMF資深特務，在蘭卡監獄臥底，由於核武恐怖分子「鈷藍」的行動而離開監獄重出江湖。在克里姆林宮遭到暗算後，被迫帶領小隊進行這次的「鬼影行動」。    |
| 傑瑞米·雷納 Jeremy Renner            | 威廉·布蘭特 William Brandt                 | IMF局長麾下的首席分析師，過去曾是優秀外勤人員，但因為某次任務的失敗而退出一線，在鬼影行動啟動後跟隨伊森的隊伍。                                |
| 寶拉·巴頓 Paula Patton               | 珍·卡特 Jane Carter                        | IMF外勤女特務，在布達佩斯的核彈密碼攔截行動中擔任隊長。因為在布達佩斯失手，幫助伊森逃獄並且讓其成為隊長進行對鈷藍的追捕。                      |
| 賽門·佩吉 Simon Pegg                 | 班傑明·「班吉」·鄧恩 Banjamin "Benji" Dunn | IMF外勤特務，之前曾以總部技術人員而跟伊森多次合作，如今晉級成為外勤特務，並成為伊森小隊的重要一員。                                            |
| 麥克·恩奎斯特 Michael Nyqvist        | 寇特·漢卓克斯 Kurt Hendricks               | 核武恐怖分子，代號「鈷藍」，出身於瑞典的核物理權威。認為人類可以在核戰爭中獲得物競天擇的環境，進化為更優勢的物種，因此躲在幕後進行核恐怖行動。 |
| 薩穆里·艾德曼 Samuli Edelmann        | 莫瑞斯·威斯特姆 Marius Wistrom             | 漢卓克斯的得力助手，一名殺人不眨眼的犯罪執行者，負責幫他湮滅證人、以及進行各式各樣的黑市交易。                                                 |
| 蕾雅·瑟杜 Léa Seydoux                | 莎賓·莫露 Sabine Moreau                    | 法裔職業女殺手，報酬只收鑽石，在布達佩斯射殺漢納威搶走核密碼，準備賣給漢卓克斯而受到IMF追緝。                                                  |
| 弗拉基米爾·馬什科夫 Vladimir Mashkov | 安納托利·西多羅夫 Anatoly Sidorov          | 俄羅斯對外情報局隊長，受令調查克里姆林宮的爆炸事故，認為伊森是爆炸主兇，因此不惜跑遍世界追捕他。                                               |
| 安尼·卡浦爾 Anil Kapoor              | 布里傑·納特 Brij Nath                      | 印度孟買的電信企業家，手中握有一顆淘汰的蘇聯戰術衛星，被漢卓克斯調用指揮發射核彈。                                                             |
| 伊萬·希夫道夫 Ivan Shvedoff          | 里歐尼·萊森克 Leonid Lisenker              | 波蘭裔密碼學家，冷戰結束後曾經幫俄羅斯重新設計過核安全系統，由於家人被要挾而被迫為漢卓克斯鑒定密碼。                                           |
| 喬許·霍洛威 Josh Holloway            | 崔佛·漢納威 Trevor Hanaway                 | IMF外勤探員，珍的搭檔兼戀人，在布達佩斯的核彈密碼攔截行動中，遭到女殺手莫露的襲擊而陣亡。                                                      |
| 文·雷姆斯 Ving Rhames                | 路德·史提寇 Luther Stickell                | 客串，IMF資深探員，伊森的摯友，曾多次與伊森合作，擅長電子戰。                                                                                  |
| 湯姆·威爾金森 Tom Wilkinson          | IMF部長 IMF Secretary                      | 客串，IMF最高指揮，十分信任伊森，在莫斯科將任務交給伊森。                                                                                      |
| 蜜雪兒·摩納漢 Michelle Monaghan      | 茱莉亞·米德 Julia Meade                    | 客串，伊森的前妻。 |

## 拍攝過程
本片有30分鐘左右的精彩畫面採用IMAX攝影機拍攝，於膠卷版本IMAX呈現完整1.44:1的畫面。
拍摄日期从2010年10月持续到2011年3月。拍摄地有杜拜、布拉格、莫斯科、孟买、班加羅爾和温哥华。
電影中湯姆克魯斯从目前世界上最高的大楼——828米的哈里發塔跳下，这一幕并未使用替身。而是在他向上爬的过程中使用了多条钢索，只不过在工业光魔制作的后期特效中把钢索消除掉。
片中，大多数室内的场景是在位于温哥华的加拿大电影公园(Canadian Motion Picture Park)拍摄的。电影开场的从莫斯科监狱脱逃的一幕是在布拉格附近的一所监狱拍的。
油電混合概念車——BMW未來效能動力車也出现在了片中，此款車也是之後BMW量產的插電式混合動力跑車i8的雛形。

## 评价
媒体综评75分，其中《娱乐周刊》、《Salon.com》给出满分，《基督教箴言报》、《滚石》杂志、《今日美国》、《芝加哥太阳报》等9家媒体都给出80分以上的高分。烂番茄新鲜度高达94%（216人支持，仅15人反对）；Yahoo方面影评人A-，观众评分A，IMDB得7.4。
代表性评价有：“年度最最刺激的动作影片，没有之一！”，“毫无疑问的系列巅峰，不论是紧张感、刺激感还是宏大性都是前三作所无法比拟的”，“从头至尾一直保持着强烈的兴奋感，而克鲁斯贡献了很久以来的最佳演技”，“动作设计登峰造极，情节编纂惊世骇俗，直叫人叹为观止”，“剧情衔接滴水不漏，气氛紧张至爆裂。而更厉害的是在如此环环相扣的剧情间，竟然还点缀有大量谐戏！”，“导演完成了不可能完成的任务，他为这个已经51岁高龄的系列注入了壮观的能量”，“骇人的惊悚能量在排列有序的武打情节中有序流淌，甚至营造出一种动作的诗意”，“在沸腾的脑浆、神经与鲜血中，是平滑有序到令人难以置信的节奏”。

## 票房
影片美国首周末只在425家院线公映，却收获了1300万美金的高票房，单馆成绩过3万。其中300家IMAX院线贡献出1100万，平均单馆成绩高达36667美元，打败《全面啟動》的36548元和《玩命關頭5》的32787美元。次周末的圣诞节档期收获2653万名列第一。第三个周末收获3125万蝉联冠军。
在中国蝉联三周票房冠军，收获6.7891亿人民币。
在韩国上映前4天有130万人次观看，首周末名列韩国票房榜第一位。12月30日到1月1日再次以1,013,668的周末人次夺得冠军，累计5,386,797观影人次。第三个周末人次为477,850，继续蝉联冠军，累计6,243,795人次。
台灣方面，最終全台票房為新台幣3.22億元。
| 上一届： 《大侦探福尔摩斯2：诡影游戏》 | 2011年美國週末票房冠軍 第52-53周                              | 下一届： 无                      |
| 上一届： 《丁丁歷險記》                | 2011年香港一週票房冠軍 第50-52週 2012年香港一週票房冠軍 第1週 | 下一届： 《世紀末光煞》          |
| 上一届： 《大侦探福尔摩斯2：诡影游戏》 | 2012年中国內地一周票房冠军 第4-6周（1月23日—2月12日）         | 下一届： 《地心历险记2：神秘岛》 |